# Dżałałudin Kurbanalijew
Dżałałudin Magomiedowicz Kurbanalijew (ros. Джалалудин Магомедович Курбаналиев; ur. 9 maja 1986) – rosyjski zapaśnik, startujący w stylu wolnym. Siódmy w Pucharze Świata w 2012. Trzeci w mistrzostwach Rosji w 2011 roku.